# Бур (Опольський повіт)
Бур (пол. Bór) — село в Польщі, у гміні Юзефув-над-Віслою Опольського повіту Люблінського воєводства.
Населення — 179 осіб (2011).

## Демографія
Демографічна структура станом на 31 березня 2011 року:
|          | Загалом | Допрацездатний вік | Працездатний вік | Постпрацездатний вік |
| -------- | ------- | ------------------ | ---------------- | -------------------- |
| Чоловіки | 81      | 10                 | 63               | 8                    |
| Жінки    | 98      | 22                 | 51               | 25                   |
| Разом    | 179     | 32                 | 114              | 33                   |